# Walden Zwei
Walden Zwei (deutsch auch als Futurum Zwei veröffentlicht; englischer Originaltitel: Walden Two) ist ein utopischer Roman des US-amerikanischen Psychologen B. F. Skinner, der erstmals 1948 veröffentlicht wurde. Zu seiner Zeit hätte man das Buch als Science-Fiction bezeichnen können, da die im Buch behandelten wissenschaftsbasierten Methoden zur Verhaltensänderung noch nicht etabliert waren. Heute sind diese Methoden unter dem Begriff angewandte Verhaltensmodifikation bekannt.
Walden Two ist umstritten, weil seine Charaktere den freien Willen des Menschen bezweifeln. Walden Two vertritt die These, dass das Verhalten von Organismen, einschließlich des Menschen, durch Einflussvariablen, vor allem der Umwelt, bestimmt und determiniert wird und dass die systematische Veränderung von Umweltvariablen ein soziokulturelles System erzeugen kann, das dem einer „idealen Gesellschaft“ sehr nahe kommt.

## Inhalt
Der Roman handelt in den späten 40er Jahren in den USA. Der Ich-Erzähler Psychologieprofessor Burris wird auf eine von seinem alten Bekannten T. E. Frazier in den 30er Jahren gegründete Lebensgemeinschaft aufmerksam. In Begleitung eines Kollegen und Professors für Ethik und Philosophie und zwei jüngerer Paare nimmt Burris eine Einladung an, einige Tage in der Gemeinschaft zu verbringen, um das Leben in der vermeintlich utopischen Gemeinschaft zu erleben.
Im Stile eines Ideenromans handelt ein Großteil des Buches von Frazier, einem selbstgefälligen und schillernden Charakter, der seine Besucher durch Walden Two führt und stolz seine sozio-politisch-ökonomischen Strukturen und kollektivistischen Errungenschaften erklärt. Ein breites Spektrum an intellektuellen Themen wie Verhaltensmodifikation, politische Ethik, Erziehungsphilosophie, Gleichstellung der Geschlechter (insbesondere Anwartschaft für Frauen in der Arbeitswelt), Gemeinwohl, Geschichtsschreibung, Freiheit und Willensfreiheit, das Dilemma des Determinismus, Faschismus, die amerikanische Demokratie und der sowjetische Kommunismus werden zwischen den Protagonisten kontrovers diskutiert.
Die Gemeinschaft Walden Two organisiert sich nach flexiblen Regeln, indem kontinuierlich die erfolgreichsten, evidenzbasierten Strategien überprüft und angepasst werden. Frazier argumentiert, dass Walden Two damit dogmatisch starre Strukturen vermeidet, die dysfunktional und zerstörerisch auf eine Gesellschaft wirken können. Er verweist auf das allgemeine Glücks- und Freiheitsgefühl seiner Mitglieder, das er teilweise auf ein Programm der „Verhaltensmodifikation“ zurückführt, das bei der Geburt begonnen wurde. Trotz dieser verhaltenssteuernden Verfahren während der Kindheit scheinen die Erwachsenen von Walden Two friedliche, produktive und glückliche Menschen zu sein, die auch den Verlauf ihres eigenen Lebens bestimmen.
Frazier erklärt, dass das Entscheidungsfindungssystem von Walden Two weder autoritär, anarchisch noch demokratisch ist. Abgesehen von einer kleinen veränderlichen Gruppe von Community-Organisatoren hat Walden Two kein wirkliches Leitungsgremium. Es gibt keine Exekutive, kein Gewaltmonopol einer Führung. Jedes Mitglied der Gemeinschaft ist offensichtlich selbstmotiviert, mit einem erstaunlich entspannten Arbeitszeitplan von nur vier durchschnittlichen Arbeitsstunden pro Tag, der direkt dem Gemeinwohl dient und von der Freiheit begleitet wird, jeden Tag einen neuen Arbeitsplatz zu wählen. Die Mitglieder nutzen den großen Rest ihrer Zeit, um sich kreativen oder Freizeitaktivitäten ihrer Wahl zu widmen. Die Arbeit wird mit einem einfachen Punktesystem aufgeteilt, wobei die geforderte Arbeitszeit mit der Unbeliebtheit der Tätigkeit sinkt. Mehr Freizeit wird also mit weniger wünschenswerter Arbeit erkauft. Die Grundbedürfnisse aller Mitglieder werden versorgt. Künstlerische, intellektuelle und sportliche Interessen von Musik bis Literatur und von Schach bis Tennis werden gefördert.
Im Verlauf ihres Aufenthaltes entdecken Burris und seine Begleiter, dass sich in Walden Two erfolgreiche, aber für den amerikanischen Mainstream der 50er Jahre sehr ungewöhnliche Traditionen etabliert haben. So werden Kinder gemeinsam aufgezogen, traditionelle Familienstrukturen spielen eine untergeordnete Rolle, die freie Liebe ist die Norm und persönliche Dankesbekundungen sind tabu. Diese Verhaltensweisen sind im „Walden Code“ festgehalten, einer Richtlinie für Selbstkontrolltechniken, die die Mitglieder dazu ermutigt, alle individuellen Bemühungen und Errungenschaften mit möglichst geringem Aufwand der größeren Gemeinschaft zu widmen. Gemeindeberater versuchen den Mitgliedern zu helfen, den Kodex besser zu verstehen und zu befolgen.
Zwei der jungen Besucher treten der Gemeinschaft begeistert als feste Mitglieder bei. Ein anderer Begleiter Burris’ vermutet, dass Walden Two in Wahrheit eine Scheingesellschaft darstellt und Frazier insgeheim ein Diktator sei. Er verteidigt die Tugenden der Demokratie nach amerikanischem Vorbild und beschuldigt Frazier direkt des Despotismus. Frazier hält dagegen, dass die Walden Two ein Ort sei, der vor allen Formen des Despotismus sicher ist, sogar vor dem „Despotismus der Demokratie“.
Im Verlauf der Geschichte wird deutlich, dass ähnliche Gemeinschaften, die lose mit Walden Zwei verbunden sind, gegründet wurden, zuletzt Walden Sechs. Obwohl er von Walden Twos offensichtlichem Erfolg als friedliche Gemeinschaft angelockt wird, fällt es Burris schwer, über Fraziers irritierenden Stolz und seine Prahlerei gegenüber der Gemeinschaft hinwegzusehen. Mit Ausnahme des sehr kritischen Begleiters Castle verlassen am Ende die verbleibenden Besucher die Gemeinde positiv beeindruckt.
Während der Rückfahrt zur Universität beschließt Burris, dass er den Lebensstil von Walden Two voll und ganz annehmen möchte. Er gibt seinen Professorenposten auf und begibt sich auf eine lange und spirituell erfüllende Fußwanderung nach Walden Two. Er wird erneut mit offenen Armen in Walden Two empfangen.

## Die Gemeinschaft
Der Roman beschreibt „eine experimentelle Gemeinschaft namens Walden Two“. Die Gemeinde liegt in einer ländlichen Gegend und „hat fast tausend Mitglieder“. Die Kommune ermutigt ihre Mitglieder, „jede Gewohnheit und Sitte im Hinblick auf mögliche Verbesserungen zu betrachten“ und „gegenüber allem eine stets experimentelle Einstellung zu haben“. Die gesellschaftlichen Regeln können geändert werden, wenn experimentelle Evidenzen Änderungen nahelegen. Die Gemeinde ahmt das einfache Leben und die Selbstversorgung nach, die Henry David Thoreau auf individueller Ebene in seinem Buch Walden von 1854 beschrieb. Walden Two beschäftigt sich mit der Verhaltenssteuerung von kleinen Kindern mit dem Ziel kooperativer Beziehungsgestaltung und der Verhinderung von Konkurrenzdenken. Die Gemeinschaft löst die Kultur der Kernfamilie auf, indem die Verantwortung für die Kindererziehung bei der gesamten Gemeinschaft und nicht nur bei den Eltern des Kindes liegt.

## Die Organisationsstruktur
Walden Zwei besteht aus vier losen Berufsgruppen: Planer, Manager, Arbeiter und Wissenschaftler. Walden Two hat eine Verfassung, die einen „Board of Planners“ vorsieht, der „einzigen Regierung“ von Walden Two. Dieser Planungsvorstand, bestehend aus drei Männern und drei Frauen, wurde in einem frühen theoretischen Stadium des Projekts konzipiert. Er ist „für den Erfolg der Gemeinschaft verantwortlich, erstellt Richtlinien, überprüft die Arbeit der Manager (Leiter der einzelnen Arbeitsbereiche) und behält den Zustand der Gemeinschaft als Ganzes im Auge. Er übt auch richterliche Funktionen aus.“ Darüber hinaus kann die Satzung von Walden Two „durch einstimmige Abstimmung der Planer und eine Zweidrittelmehrheit der Manager geändert werden“.
Frazier und fünf weitere Personen bilden während Burris' Besuch in Walden Two den aktuellen Board of Planners. Planer sind befristet im Amt. Sie regieren mit keinerlei Gewalt und sind so gegen die Schaffung eines Personenkults oder anderer gegen das Gemeinwohl gerichteter Korruptionsmöglichkeiten geschützt. Sie geben ihr Amt nicht einmal öffentlich bekannt. Gleichzeitig machen sich die meisten Community-Mitglieder nicht die Mühe, die Identität der Planer zu eruieren. Dadurch leben die Planer ebenso bescheiden wie die anderen Mitglieder in einer egalitären Gemeinschaft.
Die Manager sind „Spezialisten, die für die Abteilungen und Dienste von Walden Two verantwortlich sind“. Ein Mitglied der Gemeinschaft kann sich „zur Führungskraft über verantwortungsvolle Zwischenpositionen und die nötige Ausbildung hocharbeiten“. Die Manager werden von den Mitgliedern der Gemeinschaft nicht in einem demokratischen Verfahren gewählt. Die Methode zur Auswahl von Managern ist nicht festgelegt, obwohl sie wahrscheinlich vom „Board of Planners“ ernannt werden.
Die regulären Community-Mitglieder werden als Arbeiter bezeichnet und haben die flexible Möglichkeit, jeden Tag ihr Arbeitsfeld und ihren Einsatzort zu wechseln, um sich unter der Woche nicht zu langweilen oder mit ihrem „Vierer“ (durchschnittliche tägliche Arbeitszeit in Stunden) zu stagnieren. Die verfügbare Arbeit beinhaltet in der Regel die notwendige körperliche Arbeit, die für die Aufrechterhaltung einer Gemeinschaft erforderlich ist, z. B. grundlegende Bau- oder Reparaturprojekte, Reinigungsarbeiten oder landwirtschaftliche Arbeiten. Die Arbeit orientiert sich an einem einfachen Punktesystem mit Einheiten, die als „Credits“ bezeichnet werden, bei denen einfachere oder unangenehmere Jobs (z. B. Abfallentsorgung) einem Arbeiter eine höhere Anzahl von Credits einbringen als entspannendere oder interessantere Jobs, was letztendlich mehr Freizeit ermöglicht für diesen Arbeiter.
Die letzte Gruppierung innerhalb von Walden Two sind die Wissenschaftler, die Experimente „in der Pflanzen- und Tierzucht, der Kontrolle des Verhaltens von Kleinkindern, Erziehungsprozessen verschiedener Art und der Verwendung von Rohstoffen“ durchführen. Wissenschaftler sind die am wenigsten diskutierte Gruppe im Roman; Es wird wenig über die Auswahl, die Gesamtzahl, die spezifischen Aufgaben oder Methoden der Wissenschaftler gesagt, obwohl sie vermutlich die laufenden sozialen Experimente durchführen, die dazu beitragen, die vorteilhaftesten sozialen Strategien für die Gemeinschaft zu bestimmen.

## ThoreausWalden
Der Titel von Walden Two ist eine direkte Anspielung auf das Buch Walden von Henry David Thoreau. In Aufzeichnungen des Autors während seiner Aussteigerjahre in einer Hütte am Walden-See in den Wäldern von Massachusetts, USA, wird erwähnt, dass eine „Walden-Two-Gesellschaft“ die Vorteile habe, an einem Ort wie Thoreaus Protagonist zu leben, aber als soziale Gemeinschaft. Es ist, wie das Buch sagt, „Walden für zwei“ – also ein Ort der persönlichen Selbstverwirklichung, aber innerhalb einer lebendigen Gemeinschaft und nicht an einem Ort der Einsamkeit. Ursprünglich deutete Skinner an, dass er seinen Roman The Sun is but a Morning Star nennen wollte, ein Zitat aus dem letzten Satz von Thoreaus Walden, aber die Herausgeber schlugen den aktuellen Titel als Alternative vor. In Theorie und Praxis unterschieden sich Thoreaus Walden-Pond-Experiment und das fiktive Walden-Two-Experiment stark voneinander. Zum Beispiel tritt Thoreaus Buch Walden für die Tugenden der Eigenständigkeit auf individueller Ebene ein, während Walden Two für die Eigenständigkeit auf Gemeindeebene einsteht. Anders als bei Thoreau ist auch Skinners zugrunde liegende Prämisse, die den freien Willen des Individuums im Vergleich zu den verhaltensbestimmenden Umweltbedingungen als schwach beschreibt.

## News from nowhere, 1984
Skinner veröffentlichte 1985 eine Fortsetzung von Walden Two in einem Essay mit dem Titel News From Nowhere, 1984. Es beschreibt die Geschichte von Eric Blair, der die Hauptfigur Burris sucht, ihn in der Kommune trifft, und ihm seine wahre Identität als George Orwell offenbart. Blair sieht Frazier als Anführer und die beiden führen Diskussionen, die den Hauptinhalt des Aufsatzes darstellen. Blair, alias Orwell, war beeindruckt von Walden Twos „Fehlen jeglicher institutionalisierter Regierung, Religion oder Wirtschaftssystems“, ein Zustand, der „den Traum des Anarchismus des 19. Jahrhunderts“ verkörpere.

## Versuche der realen Umsetzung
Viele Versuche, einen Walden Two im wirklichen Leben zu erschaffen, sind detailliert in Hilke Kuhlmanns Living Walden Two und in Daniel W. Bjorks B. F. Skinner beschrieben. Einige dieser Bemühungen umfassen:
- 1953: In Lincoln, Massachusetts, gründet eine Gruppe von Familien aus der MIT - Gemeinschaft, angeführt von Ranulf (Rany) Gras und seiner Frau Ann und inspiriert von Skinners Buch, eine Gesellschaft und baut 23 Häuser auf einem 16 ha großen Grundstück in dem, was als Brown's Wood-Viertel bekannt wurde.[19]
- 1955: In New Haven, Connecticut, versucht eine Gruppe unter der Leitung von Arthur Gladstone, eine Gemeinschaft zu gründen.
- 1966: Die Waldenwoods-Konferenz wurde in Hartland, Michigan, mit 83 Erwachsenen und 4 Kindern abgehalten, koordiniert durch die Breiland-Liste (eine Liste interessierter Personen, die an Skinner schrieben und an Jim Breiland verwiesen wurden).
- 1966: Matthew Israel gründete die Association for Social Design (ASD), um eine Walden Two zu fördern,[20] die bald Projekte in Los Angeles, Albuquerque und Washington, DC gründete.
- 1967: Matthew Israel gründet das Morningside House in Arlington, Massachusetts.[21] Als es fehlschlug, versuchte er es ein zweites Mal.[22] Israel gründete später das Judge Rotenberg Center, das von den Vereinten Nationen wegen Folter von Kindern mit Behinderungen verurteilt wurde.[23]
- 1967: Die Twin Oaks Community wurde in Louisa County, Virginia, gegründet und besteht bis heute.[24]
- 1969: Keith Miller gründete in Lawrence, Kansas, ein Studentenkollektiv „Walden House“[25], aus dem das Sunflower House 11 wurde.
- 1970: Walden 7, eine 1.000-Einwohner-Gemeinde westlich von Barcelona (Spanien), wurde als soziales und architektonisches Experiment auf der Grundlage von Walden Two geschaffen, das in einem vom katalanischen Architekten Ricardo Bofill entworfenen Gebäude lebt.
- 1971: Roger Ulrich gründet „eine experimentelle Gemeinschaft namens Lake Village in Kalamazoo, Michigan“.[26][27]
- 1971: Los Horcones wurde in Hermosillo, Mexiko gegründet.
- 1971: Mary Louise Strum und David Nord gründeten eine experimentelle, auf jüdischem Glauben basierende Kommune namens „Jubilee Community“ in Westfalen, Texas, basierend auf Skinners utopischen Idealen Walden Two.
- 1972: Sunflower House 11 wurde in Lawrence, Kansas, aus dem vorherigen Experiment (wieder)geboren.
- 1973: East Wind wurde in Süd-Zentral-Missouri gestartet.[28]

Twin Oaks wird in Kat Kinkades Buch „A Walden Two experiment: The first five years of Twin Oaks Community“ ausführlich beschrieben. Ursprünglich als eine Walden-Two-Gemeinschaft gestartet, hat sie seitdem ihre Walden-Two-Position abgelehnt, verwendet jedoch immer noch ihr modifiziertes Planner-Manager-System sowie ein System von Arbeitskrediten, das auf dem Buch basiert.
Los Horcones verwendet nicht das in Walden Two beschriebene Planner-Manager-Governance-System. Sie bezeichnen ihr Governance-System als „Personokratie“. Dieses System wurde „durch fortlaufendes Experimentieren entwickelt“. Im Gegensatz zu Twin Oaks hat sich Los Horcones „sehr stark einer experimentellen Wissenschaft des menschlichen Verhaltens verschrieben und sich selbst als die einzig wahre existierende Walden Two-Gemeinschaft bezeichnet“. 1989 sagte BF Skinner, dass Los Horcones der Idee der „technischen Utopie“, die er in Walden Two vorstellte, am nächsten komme.

## Cultural engineering
Skinner hat in mindestens zwei Büchern über Cultural Engineering (Verbindung von Kulturwissenschaften mit Verhaltenswissenschaften) geschrieben und ihm sowohl in den Fachzeitschriften Science and Human Behavior als auch Beyond Freedom and Dignity ein Kapitel gewidmet. In Science and Human Behavior trägt ein Kapitel den Titel Designing a Culture und erweitert diese Position sowie andere Dokumente. In Beyond Freedom and Dignity gibt es viele indirekte Verweise auf Walden Two im Kontext anderer kultureller Designs.
Es gibt mehrere Spielarten des Behaviorismus, aber nur Skinners radikaler Behaviorismus hat vorgeschlagen, die Gesellschaft neu zu gestalten. Die relevanten Prinzipien wurden zwei Jahrzehnte später in Beyond Freedom and Dignity ausführlich dargelegt.

## Kritik
Hilke Kuhlmanns Living Walden Two besitzt viele subtile und weniger subtile Kritikpunkte am ursprünglichen Walden Two, die sich auf die tatsächlichen Bemühungen beziehen, die sich aus dem Roman ergeben haben. Ein Kritikpunkt ist, dass sich viele der Gründer der realen Walden Twos mit Frazier, dem uncharismatischen und implizit despotischen Gründer der Gemeinschaft, identifizierten oder ihm nacheifern wollten.
In einer Kritik an Walden Two behauptete Harvey L. Gamble, Jr., dass Skinners „grundlegende These ist, dass individuelle Eigenschaften von oben geformt werden, durch soziale Kräfte, die die Umwelt schaffen“, und dass Skinners Ziel „darin besteht, eine reibungslose Gesellschaft zu schaffen, in der Individuen richtig sozialisiert werden, um mit anderen als Einheit zu funktionieren“ und so „die Gemeinschaft [Walden Zwei] zu einem perfekt effizienten Ameisenhaufen zu machen“. Gamble schreibt: „Wir finden am Ende von Walden Two, dass Frazier [ein Gründungsmitglied von Walden Two] […] die alleinige Kontrolle über das politische System und seine Politik hat. Er ist es, der Essen, Arbeit, Bildung, und schlafen, und der die moralische und wirtschaftliche Agenda bestimmt.“
Walden Two wurde in John Staddons The New Behaviorism kritisiert. Skinner hielt Walden Two für eine Leistung, die mit zwei Science-Fiction-Klassikern vergleichbar sei: Aldous Huxleys Brave New World (1931) und George Orwells Nineteen Eighty-Four (1949). Er hat alle drei in seinem Einführungskurs in Psychologie in Harvard eingesetzt. In Skinners Wahl liegt eine gewisse Ironie, denn sowohl Orwells als auch Huxleys Romane sind Dystopien. Sie zeigen nicht die vermeintlichen Vorteile eines technologischen Ansatzes für die menschliche Gesellschaft, sondern die bösen Folgen von entweder Zwang (Nineteen Eighty-Four) oder Heimlichkeit (Brave New World) und den Bemühungen, Menschen zu kontrollieren oder zu besänftigen. Im Gegensatz dazu soll Walden Two den technologischen Weg zur Utopie beleuchten.
Skinners Walden-Vorschlag steht in einer Tradition, die auf Platons Philosophenkönig zurückgeht: ein „Gesetzgeber“ (Monarch) und eine Gruppe von Wächtern, die klüger sind als das einfache Volk. Die Wächter „sollten eine Klasse für sich sein, wie die Jesuiten im alten Paraguay, die Geistlichen in den Staaten der Kirche bis 1870 und die Kommunistische Partei in der UdSSR heute“, schrieb Bertrand Russell, einer von Skinners Helden, 1946. Nicht viel anders als die Manager und Planer von Walden Two und Frazier, Skinners Avatar und Anführer der Community. Skinner äußerte sich recht deutlich über die Notwendigkeit einer technokratischen Herrschaft: „Wir müssen die Kontrolle über die Bevölkerung als Ganzes an Spezialisten delegieren – an die Polizei, Priester, Lehrer, Therapeuten und so weiter, mit ihren spezialisierten Verstärkern und Kontingenzen.“